# Орловский, Виталий Абрамович
Виталий Абрамович Орловский (род. 4 июля 1931, Смирна, Турция) — советский художник-пейзажист, заслуженный художник РСФСР (1984). Участник многих выставок: молодежных, московских, российских, персональных. Его работы хранятся в галереях и музеях России и бывшего СССР. Неоднократно выбирался в правление МОСХ, правление живописной секции, правление Товарищества живописцев.

## Биография
Родился 4 июля 1931 года в городе Смирна (Турция). Отец работал при консульстве СССР. В 1933 г. семья вернулась в Москву. С 1941 г. по 1943 г. находился в детском интернате, который был эвакуирован в город Молотов. В 1943 г. вернулся в Москву. Учился в средней школе № 50. С 1948 г. по 1953 г. учился в Московском художественном училище памяти восстания 1905 г. С 1953 г. по 1955 г. работал художником театра по направлению в городе Пугачев Саратовской области. В 1959 г. вступил в московский союз художников. В 1984 г. Орловскому присвоено звание заслуженный художник РСФСР. В 2013 г. ему присвоено звание Почётного академика Российской академии художеств.

## Семья
Дядя — Нюренберг Амшей Маркович, русский и украинский советский художник, график, искусствовед, автор мемуарной прозы. Именно он привил любовь и обучал рисованию на протяжении всего творческого пути Орловского В. А.

## Выставки
В 1957 г. выставка Москва Социалистическая МДХ «Весенняя Москва».
В 1955 г. выставка молодых художников Москвы «Москвички».
В 1962 г. Всесезонная выставка молодых художников « У окна».
В 1977 г. выставка Московских художников к 60-ти летию октябрьской революции «Летом».
В 1990 г. выставка Вашингтон-Москва.
В 1995 г. персональная выставка в Тунисе.
В 2001 г. персональная выставка в ЦДХ.
В 2002 г. выставка к 70-ти летию МОСХ в МДХ «Деревни».
В 2003 г. выставка «Наследие России» в Новодзержинске.
В 2003 г. выставка «Мир живописи».
В 2004 г. Всероссийская художественная выставка «Мещеры».
В 2004 г. выставка московского союза художников в МДХ.
В 2006 г. Всероссийская художественная выставка «Образ Родины(Вологда)», «Рассвет»,"Наступление сумерек".
В 2007 г. выставка посвященная 75-ти летию МОСХ в ЦДХ.
В 2008 г. выставка «Пленер» и «Провинция».
В 2008 г. выставка «Мир живописи» в ЦДХ.
В 2008 г. Российская выставка «Небо».
В 2009 г. Всероссийская художественная выставка « Разлив» и «Осеннее кружево».
В 2009 г. персональная выставка Тверская 20.
В 2009 г. выставка «Пленер» и «Старообрядческая церковь» Кузнецкий мост 20.
В 2010 г. выставка «Мир живописи» в ЦДХ.
В 2011 г. персональная выставка Москва, Кузнецкий мост 20.
В 2011 г. выставка «Предчувствие весны» и «Начало лета».
В 2012 г. выставка 80-ти летию МСХ в МДХ.

## Работы в музеях
Государственное автономное учреждение культуры «Оренбургский областной музей изобразительных искусств» — 1 шт
Муниципальное учреждение культуры «Музей изобразительных искусств» — 1 шт
Муниципальное бюджетное учреждение культуры «Тесинский художественный музей»- 1 шт
Краевое государственное автономное учреждение культуры «Приморская государственная картинная галерея» — 8 шт
Тульский музей изобразительных искусств государственного учреждения культуры Тульской области «Объединение „Историко-краеведческий и художественный музей“» — 3 шт
Государственное областное автономное учреждение культуры «Мурманский областной художественный музей» — 2 шт
Федеральное государственное бюджетное учреждение культуры «Государственный Ростово-Ярославский архитектурно-художественный музей-заповедник» — 1 шт
Государственное бюджетное учреждение культуры Воронежской области «Воронежский областной художественный музей им. И. Н. Крамского»- 2 шт
Государственное автономное учреждение культуры Новосибирской области «Новосибирский государственный художественный музей»- 4 шт
Муниципальное автономное учреждение культуры «Череповецкое музейное объединение»- 1 шт
Областное государственное автономное учреждение культуры «Томский областной художественный музей»- 2 шт
Государственное бюджетное учреждение культуры Архангельской области "Государственное музейное объединение «Художественная культура Русского Севера»- 2 шт
Государственное автономное учреждение культуры «Музейно-выставочный центр Забайкальского края»- 1 шт
Областное государственное бюджетное учреждение культуры «Ульяновский областной художественный музей» — 4 шт
Федеральное государственное бюджетное учреждение культуры "Государственный музейно-выставочный центр «РОСИЗО» — 2 шт
Государственное бюджетное учреждение культуры Архангельской области «Каргопольский историко-архитектурный и художественный музей» — 1 шт
Государственное бюджетное учреждение культуры «Калининградский областной музей изобразительных искусств» — 8 шт
Бюджетное учреждение культуры Удмуртской Республики «Удмуртский республиканский музей изобразительных искусств» — 1 шт
Муниципальное бюджетное учреждение «Зеленогорский музейно-выставочный центр» — 1 шт
Государственное бюджетное учреждение Республики Саха (Якутия) "Государственный музейный художественный комплекс «Национальный художественный музей Республики Саха (Якутия)» — 2 шт

## Награды и звания
- Благодарность Союза художников России
- Почётный академик Российской академии художеств
- Медаль Российской академии художеств
- Медаль «За выдающийся вклад в изобразительное искусство России»
- Диплом участника фестиваля «Золотая кисть-2004»
- Диплом Российской академии художеств
- Благодарственное письмо Мордовского республиканского музея изобразительных искусств имени С. Д. Эрьзи
- Серебряная медаль Российской академии художеств
- Лауреат всероссийской художественной выставки «Многоликая Россия»